# Onė Baliukonė
Onė Baliukonė (ur. 1 czerwca 1948 w miejscowości Kančėnai, w rejonie olickim, zm. 20 listopada 2007 w Wilnie) – litewska poetka, pisarka, tłumaczka i malarka. Odznaczona Orderem Wielkiego Księcia Giedymina za wybitne zasługi dla państwa litewskiego.  

## Życiorys
Onė Baliukonė uczęszczała do szkoły średniej w Daugach. W 1970 roku ukończyła naukę na Uniwersytecie Wileńskim, gdzie studiowała język litewski i literaturę. Była redaktorem w magazynie „Moksleivis” i w tygodnikach „Dialogas” i „Dienovidis”. Od 1975 roku była członkiem Związku Pisarzy Litewskich. W latach 2000–2001 miała kilka wystaw swoich prac malarskich. 
Pierwsze wiersze opublikowała w 1967 roku. Pierwszy tom poezji Laukinės vaivorykštės został wydany w 1971 roku a kolejny Viltisw 1976 roku. Wczesna twórczość charakteryzuje się emocjonalną otwartością i poczuciem jedności człowieka z naturą. W tomie Iš kelio dulkių prezentuje etyczny maksymalizm, samotność i romantyczną osobowość narażoną na cierpienie. W późniejszych pracach ukazuje świat harmonii, spokoju, przemijania i metafizyczność. W swojej twórczości wplatała także motywy chrześcijańskie.  
Za swoją twórczość otrzymała wiele nagród literackich i państwowych, m.in. w 1998 roku otrzymała nagrodę artystyczną rządu Republiki Litewskiej, w 2003 roku Nagrodę Literacką im. P. Širvysa za wybór poezji Akmuva a w 2004 roku została laureatką Narodowej Nagrody Kultury i Sztuki. Onė Baliukonė została także odznaczona Orderem Wielkiego Księcia Giedymina za wybitne zasługi dla państwa litewskiego.

## Wybór dzieł

### Poezja
- Laukinės vaivorykštės, 1971
- Viltis, 1976
- Iš kelio dulkių, 1982
- Tėve mūsų gyvenime, 1986
- Vaduok, 1994
- Bokštai, 1996
- Elgetaujanti saulė, 1998
- Neregio sodai, 2001
- Akmuva, 2003

### Proza
- Kelionės fragmentai, 1987
- Ant sapnų tilto, 2003
- Kopų karalienė, 2006

### Tłumaczenia
- Išvertė Beinsos Douno (1864–1944) minčių knygą „Mokytojas kalba“, 1997
- Širdies neatskiriamasis Monsinjoras Kazimieras Vasiliauskas mūsų atsiminimuose, 2002